# Speichendynamo

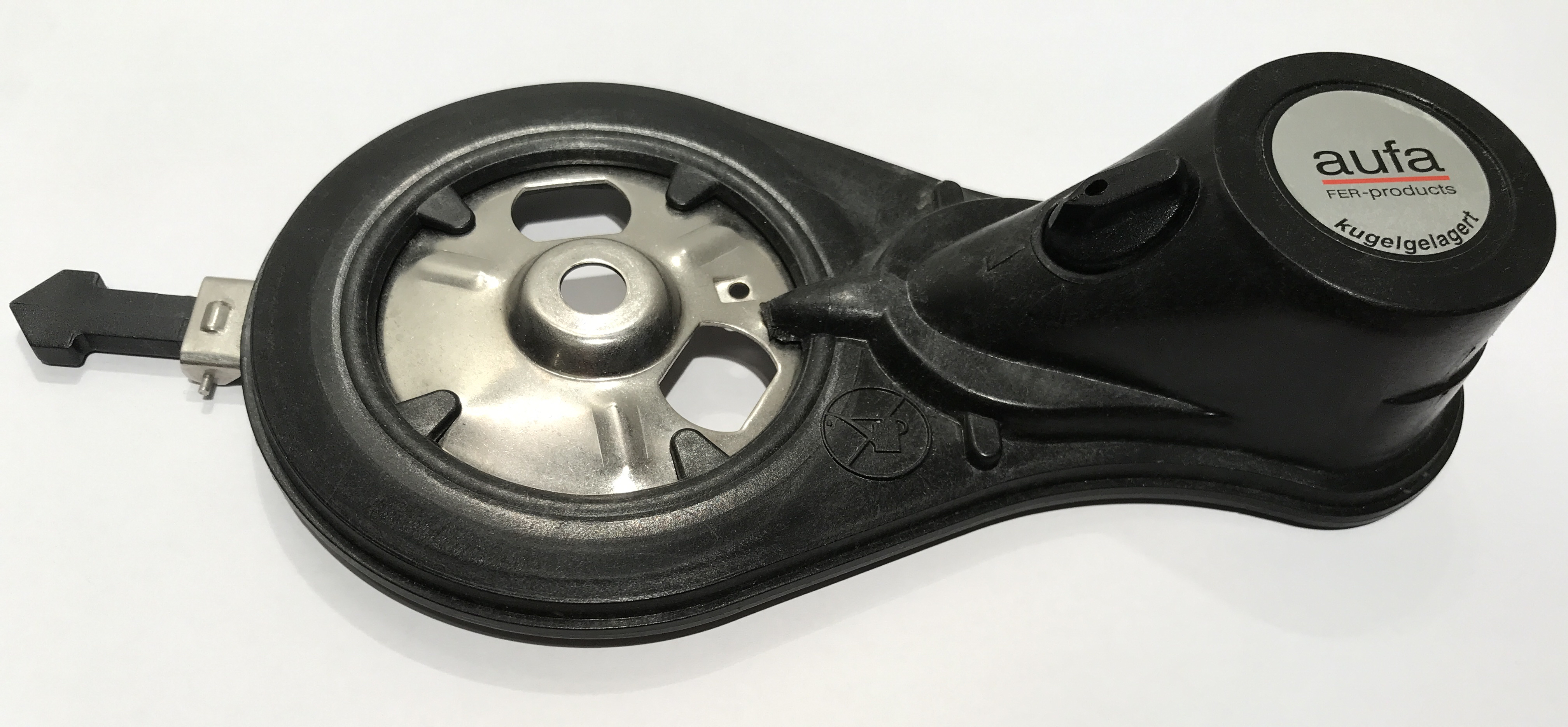
Speichendynamo Aufa FER 2002

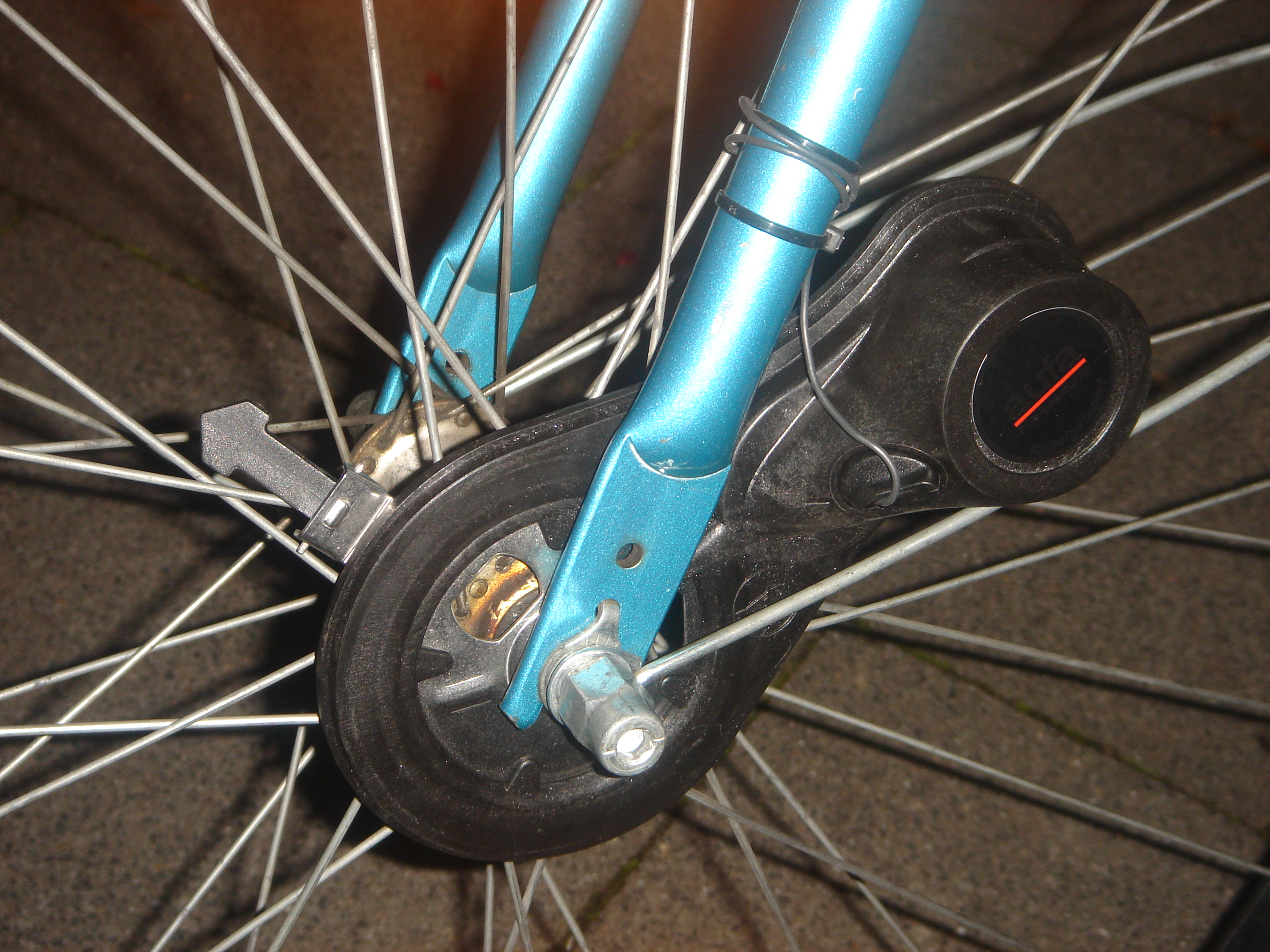
Ein eingebauter Speichendynamo

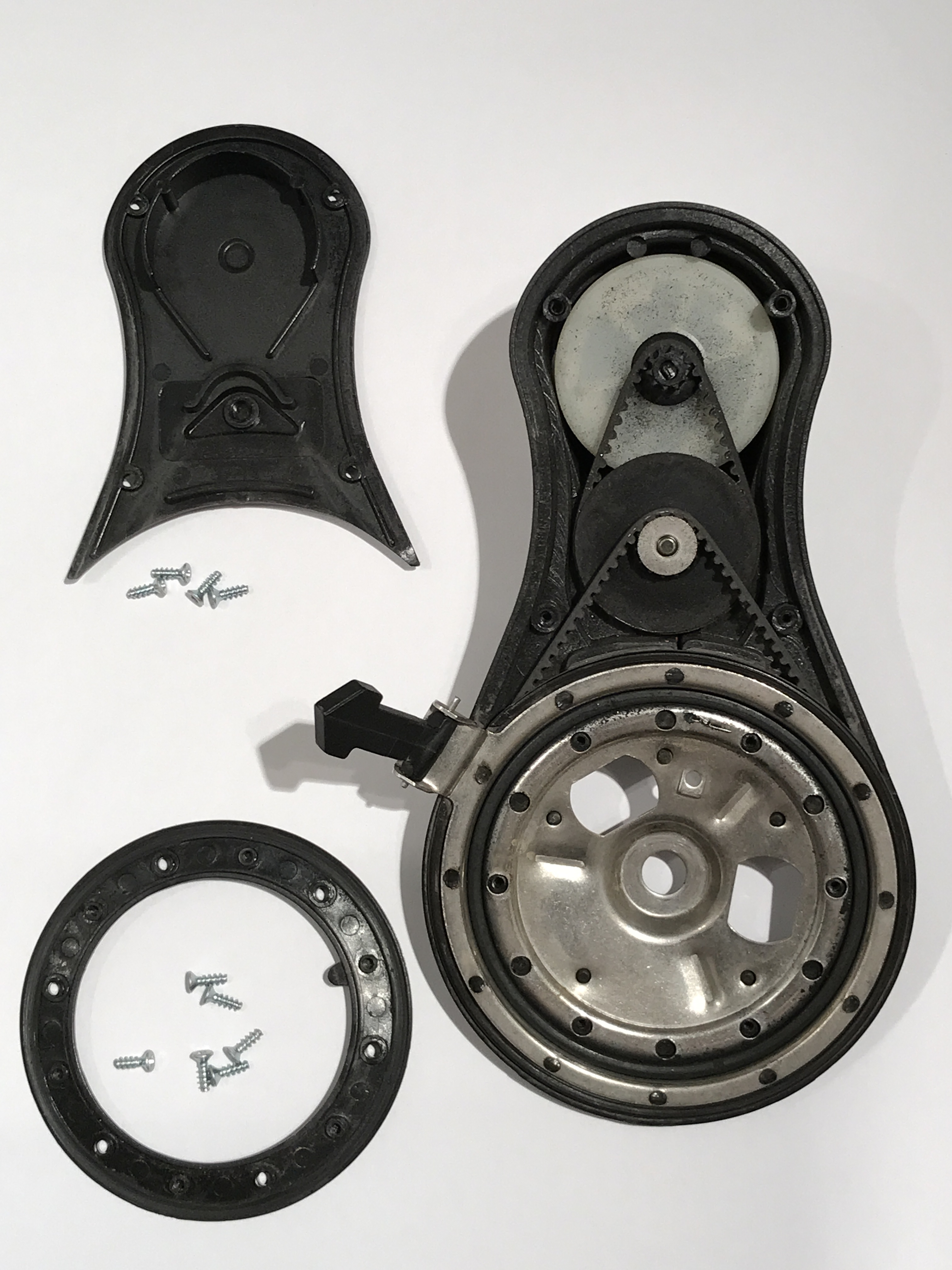
Aufa FER 2002, Rückseite.

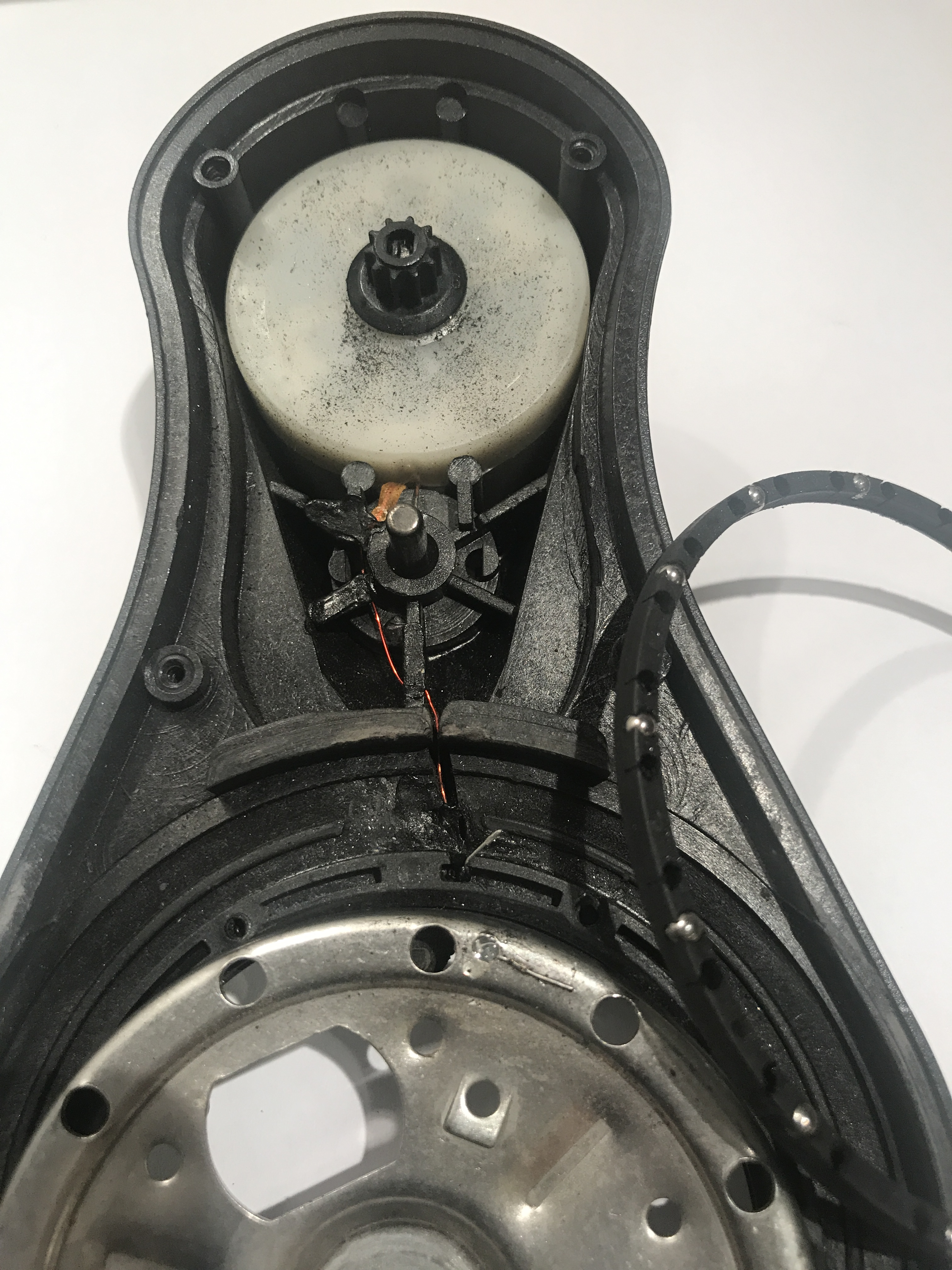
Aufa FER 2002, Rückseite mit sichtbaren Kabel für einpoliger Anschluss.

Ein Speichendynamo ist ein Fahrraddynamo, der durch eine Speiche angetrieben wird. Speichendynamos wurden zum preiswerten Aufrüsten von alten Fahrrädern verwendet, da sie zusammen mit dem bestehenden Laufrad verwendet werden können und dennoch einen Seitenläuferdynamo ersetzen. Speichendynamos werden nicht mehr hergestellt, seitdem der letzte Hersteller Aufa im Jahr 2008 in die Insolvenz ging; es sind allenfalls noch Restbestände verfügbar.

## Aufbau und Funktion
Der Speichendynamo wird am Vorder- oder Hinterrad montiert. Zum Einschalten wird am Rad ein Mitnehmer des Dynamos umgelegt, der sich der nächsten Speiche in den Weg stellt, so dass er von dieser mitbewegt wird. Möchte man den Dynamo ausschalten, bringt man den Mitnehmer wieder in Ruhestellung, so dass die Speichen an ihm vorbeilaufen.
Der Mitnehmer kann verschiedene Formen haben. Im rechten Foto hat er die Form eines kleinen Pfeils, der in Richtung der Speichen geklappt werden kann. Der elektrische Anschluss des Speichendynamo kann je nach Ausführung ein- oder zweipolig sein. Bei der einpoligen Version wird die Masseverbindung über den Rahmen hergestellt, während bei der Ausführung mit zweipoligem Anschlusse die Verdrahtung zur Beleuchtung mit zweipoligem Kabel erfolgt und der Rahmen des Fahrrads keine Rolle als Masseverbindung spielt. Die doppelte Kabelführung ist nötig bei Fahrrädern mit Federgabeln (falls sich der Speichendynamo am Vorderrad befindet), da diese oftmals keinen Stromfluss über die Mechanik der Gabel zulassen. An neuen Fahrrädern ist die zweipolige Verkabelung der Beleuchtungsanlage aus Gründen höherer Zuverlässigkeit vorgeschrieben.

## Vergleich mit anderen Dynamo-Arten
Verglichen mit anderen Fahrraddynamos ist der Speichendynamo teurer als die klassischen Seitenläuferdynamos und Felgendynamos. Sein Vorteil liegt in der Witterungsunabhängigkeit. Diese besitzt auch der Nabendynamo, welcher wartungsfrei ist und einen höheren Wirkungsgrad bietet. Der Speichendynamo hat aber im Vergleich zum Nabendynamo keinen Leerlaufverlust (bei Nabendynamos ~1 W bei 20 km/h). Die Stiftung Warentest kam in der Ausgabe 3/2006 der Zeitschrift Test zu dem Schluss, dass der „Speichendynamo enttäuschte. Mit nur 24 Prozent hatte er den weitaus schlechtesten Wirkungsgrad aller getesteten Dynamos“. Ein Grund für den schlechten Wirkungsgrad der Speichendynamos ist das zweistufige Zahnriemen-Untersetzungsgetriebe mit meist sehr einfach ausgeführten Lagern, die hohe Reibungsverluste aufweisen. Andere Tests ermittelten einen Wirkungsgrad ähnlich dem von Seitenläufern, aber schlechter als Nabendynamos.
Es gab einmal eine spezielle Version eines Speichendynamos, die 12 V Gleichspannung erzeugt. Im Regelfall erzeugen Speichendynamos genauso wie die meisten übrigen Fahrraddynamos Wechselspannung.